# Уистерия Лейн
Уистерия Лейн е името на измислена улица в центъра на американския сериал Отчаяни съпруги. Действието в Отчаяни съпруги най-често около жителите на тази улица и къщите им. Снимачната площадка на Уистерия Лейн е в Universal Studios Hollywood и всъщност се казва Колониал стрийт. Тя се е използвала в много филми и телевизионни предавания като Бъфи, убийцата на вампири.

## Преглед
През 2005, за втория сезон на Отчаяни съпруги, улицата минава през няколко големи промени. През първия сезон само една част от улицата се вижда в сериала, а другата е изрязана (cul-de-sac). Сега по-голямата част от сградите и фасадите в тази част на улицата са или променени или премахнати. Измежду най-забележимите промени са църковните фасади, които са премахнати.
Сега Колониал стрийт – включително Съркъл драйв (отрязаната част) – има шест основни сгради, от които три са извън снимачната площадка на Отчаяни съпруги.

## Преглед на улицата
Този преглед на Уистерия Лейн е основан на детайлите и картите дадени в сериала, както и в сайта на Universal Studios.

## No. 4347
No. 4347 (позната като къщата на Грийнбърг) е къща разположена на Уистерия Лейн, Феървю. Ида Грийнбърг живее там в 1 – 4 сезон. След смъртта ѝ в 4 сезон къщата е временно заета от Карън Маклъски. В 6 до 8 сезон там живее Митци Кински.

## No. 4349
No. 4349 (позната като къщата на Солис) е къща разположена на Уистерия Лейн, Феървю. Нанасят се през лятото на 2003 година, Габриел и Карлос Солис притежават къщата.

## No. 4350
No. 4350 (позната като старата къща на Хубър) е къща разположена на Уистерия Лейн, Феървю. В първи сезон къщата е собственост на Марта Хубър, която е притежавала къщата и в по-ранни години. След като къщата ѝ изгаря Иди Бри живее с Марта Хубър, докато си ремонтира къщата. Когато Пол Янг я убива сестра ѝ Фелиша Тилмън се нанася. Фелиша остава в къщата до края на втори сезон, когато натопява Пол за „убийството“ ѝ.
След това къщата е собственост на семейство Адамс, докато Бри ван де Камп не купува тази къща за сина си Андрю ван де Камп и партньорът му Алекс Коминис в пети сезон. В седми сезон се показва, че все още живеят там, но по средата на сезона Алекс се изнася, заради алкохолните проблеми на Андрю.

## No. 4351
No. 4351 (позната като старата къща на Епълуайт) е къща разположена на Уистерия Лейн, Феървю.
Къщата, където живее Бети Епълуайт във втори сезон се е избягвала строго от екипа на Отчаяни съпруги през първия сезон. Това е, защото са считали, че ще бъде твърде разпознаваема, след като е била главна в ситкома The Munsters, след като решават да ни зпознаят със семейство Епълуайт, екипът прави ремонт на къщата.
Номер 4351 Уистерия Лейн е собственост на Боб Хънтър и Лий Макдермот от 4 сезон. В седми сезон Лий продава къщата си на Пол Янг.

## No. 4352
No. 4352 (позната още като къщата на Мери Алис) е къща разположена на Уистерия Лейн, Феървю. В пети сезон къщата е боядисана в зелена и арката в началото на къщата е премахната. Семейство Янг се нанасят през 1990 година.
В първи сезон Мери Алис Янг се самоубива и оставя къщата на съпруга си Пол Янг и сина ѝ Зак Янг. Двамата остават в къщата до втори сезон, когато Пол е арестуван за очевидното убийство на Фелиша Тилман и Зак наследява състоянието на дядо си. След това къщата остава за продан и Иди Бри я продава на Арт Шефърт. Арт се изнася след смъртта на сестра си и улицата научава, че той е педофил.
В пети сеон къщата е купена от Иди и Дейв Уилиямс, който я дава под наем на Майк Делфино. Майк стои в къщата, докато не се премества в къщата на Катрин Мейфеър.
В шести сеон семейство Болен се нанасят. Семейството остава вкъщата до края на сезона, когато Анджи Болен и Ник Болен заминават за Атланта и техния син Дани Болен отива в Ню Йорк
В седми сезон къщата е поправено от Пол Янг, който тогава живее в отсрещната къща на Сюзън.

## No. 4353
No. 4353 (позната като къщата на Сюзън) е къща разположена на Уистерия Лейн, Феървю. Още от началото на сериала Сюзън Майър обитава тази къща. Пол Янг наема къщата в седми сезон, заедно с новата си жена Бет Янг, докато Бет не се самоубива и Пол оставя Сюзън и Майк да се нанесат обратно в къщата.
Семейство Майър се нанасят в къщата през 1992 година. Преди първи сезон Сюзън е живяла в къщата със съпруга си Карл Майър, но се развели и Сюзън заживява с дъщеря си Джули Майър. В края на трети сезон Сюзън и Майк се женят и Майк става собственик на къщата.
Те остават заедно в четвърти сезон. В края на сезона Джули се изнася и отива в колеж и Сюзън ражда ЕмДжей Делфино. В пети сезон Сюзън и Майк се развеждат и Сюзън започва да се вижда с Джаксън Брадок. Джаксън иска да се нанесе, но Сюзън не му разрешава. В края на петия сезон Сюзън и Майк се женят повторно и заживяват на номер 4353 за шести сезон.
В края на шести сезон Сюзън и Майк се нанасят в апартамент и дават под наем къщата си, поради финансови затруднения; без те да знаят Пол Янг се нанася с жена си Бет. В седми сезон Пол разбира истината за Бет и я изхвърля от къщата.
В края на седми сезон Майк, Сюзън и ЕмДжей се връщат обратно на номер 4353, когато Пол Янг е арестуван за убийство.

## No. 4354
No. 4354 (позната като къщата на Ван де Камп) е къща разположена на Уистерия Лейн, Феървю. Бри ван де Камп е единствената собственичка на къщата, след смъртта на съпругът ѝ Рекс ван де Камп. Заедно в тази къща те са отгледали децата си, Андрю ван де Камп и Даниел ван де Камп. Нансасят се в къщата през 1994.
В трети сезон Бри се омъжва повторно за Орсън Ходж и той става един от собствениците на къщата. Глория Ходж, майката на Орсън, също се нанася по-късно в няколко епизода и остава там, докато Бри не я изхвърля.
В четвърти сезон Даниел ражда Бенджамин Ходж и той остава под грижите на Бри до пети сезон. С това Даниел и Андрю се изнасят също. Също така в края на пети сезон Орсън отива в затвора и остава там три години. Когато го пускат на свобода, той се връща в къщата.
В края на шести сезон Орсън се изнася, като иска развод. В седми сеозон новият приятел на Бри се нанася в къщата и заживяват заедно. Но когато Кийт разбира, че има син, той се опитва да накра Бри да замине с него във Флорида, но в края на краищата той заминава за Флорида сам.

## No. 4355
No. 4355 (позната като къщата на Скаво) е къща разположена на Уистерия Лейн, Феървю. Още от началото Линет и Том Скаво притежават къщата. Нанасят се през 1997 година и живеят заедно с петте си деца: Престън, Портър, Паркър, Пени, Пейдж и Кайла Скаво. Кайла живее в къщата в средата на трети сезон до четвърти. В седми сезон Портър и Престън се изнасят. В края на седми сезон Линет и Том решават да се разделят и по-късно се развеждат, след дълга караница между тях. В осми сезон Том се изнася.

## No. 4356
No. 4356 позната като къщата на Симс, къщата на Делфино (първите три сезона), къщата на Мейфеър (четвърти до шести сезон), къщата на Греъм (първата част на седми сезон) и къщата на Тилмън (от средата на седми сезон); е къща разположена на Уистерия Лейн, Феървю. Фелиша Тилмън е сегашният собственик на къщата, след като я наследява от дъщеря си Бет. Бен Фолкнер се нанася в къщата в началото на осми сезон.

## No. 4358
No. 4358 (позната като къщата на Маклъски) е къща разположена на Уистерия Лейн, Феървю. Още в началото на сериала Карън Маклъски е собственик на къщата. След торнадото в „Нещо идва“ къщата на Карън Маклъски е напълно унищожена. Нова къща в син цвят е построена в пети сезон. Тази къща има и втори етаж.
В шести сезон Карън започва връзка с Рой Бендър и той се нанася. Орсън Ходж остава с тях, докато Бри не го прибира обратно.

## No. 4362
No. 4362 (позната като къщата на Иди Бри) е къща разположена на Уистерия Лейн, Феървю. Къщата първоначално е собственост на Иди Бри до смъртта ѝ в пети сезон. Нанесла се е някъде през 2003 година. Нейната истинска къща е подбалена от Сюзън Майър в пилотния епизод. Къщата е построена отново за втория сезон през 2005 година.
В началото на седми сезон къщата е купена от Рене Пери, приятелка на Линет от колежа.

### Къщи
Тези са познатите къщи на Уистерия Лейн, които покриват епизодите (1.01 – 5.24). Забележете, че не са споменати къщите номер 4348 (къщата на Дрю) и 4360.
| Снимка                  | Адрес              | Позната като                                                            | Семейство                                                                        | Собственици                                                                                      | Други продукции |
| ----------------------- | ------------------ | ----------------------------------------------------------------------- | -------------------------------------------------------------------------------- | ------------------------------------------------------------------------------------------------ | --- |
|                         | 4347 Уистерия Лейн | Къщата на Делта Къщата на Келър                                         | Грийнбърг                                                                        |                                                                                                  | - Всичките ми синове (1948) – къщата на Келър – колониал стрийт ривър 1950 до 1980 - Часът на отчаянието - Къщата Делта (1979)              |
| Маклъски                | 4347 Уистерия Лейн | Къщата на Делта Къщата на Келър                                         | Карън Маклъски                                                                   |                                                                                                  | - Всичките ми синове (1948) – къщата на Келър – колониал стрийт ривър 1950 до 1980 - Часът на отчаянието - Къщата Делта (1979)              |
| Кински                  | 4347 Уистерия Лейн | Къщата на Делта Къщата на Келър                                         | Митци Кински (от 6 сезон)                                                        |                                                                                                  | - Всичките ми синове (1948) – къщата на Келър – колониал стрийт ривър 1950 до 1980 - Часът на отчаянието - Къщата Делта (1979)              |
|                         | 4349 Уистерия Лейн | Къщата на Алисън Къщата на Дауд                                         | Солис                                                                            | Габриел Солис Карлос Солис                                                                       | - Така отива любовта ми (1946) - Харви (1950) - Психо къща (1960) - Лукас Танър (1974 – 75) - Колониал Стрийт – 1950 до 1980                |
|                         | 4350 Уистерия Лейн | Къщата на Кромуел или Розовият палат Къщата на Драгнет                  | Хубър                                                                            | Марта Хубър                                                                                      | - Едно желание (1955) - Дранет ТВ сериал - Адам 12 ТВ сериал - Колата (1977)                                                                |
| Тилмън                  | 4350 Уистерия Лейн | Къщата на Кромуел или Розовият палат Къщата на Драгнет                  | Фелиша Тилмън (1 – 2)                                                            |                                                                                                  | - Едно желание (1955) - Дранет ТВ сериал - Адам 12 ТВ сериал - Колата (1977)                                                                |
|                         | 4350 Уистерия Лейн | Къщата на Кромуел или Розовият палат Къщата на Драгнет                  |                                                                                  |                                                                                                  | - Едно желание (1955) - Дранет ТВ сериал - Адам 12 ТВ сериал - Колата (1977)                                                                |
| Коминис/Ван де Камп     | 4350 Уистерия Лейн | Къщата на Кромуел или Розовият палат Къщата на Драгнет                  | Алекс Коминис Андрю ван де Камп                                                  |                                                                                                  | - Едно желание (1955) - Дранет ТВ сериал - Адам 12 ТВ сериал - Колата (1977)                                                                |
|                         | 4351 Уистерия Лейн | Къщата на Мънстър (Къщата на Максим)                                    |                                                                                  |                                                                                                  | - Така отива любовта ми (1946) - Еджно желание (1955) домът на Рок Хъдсън - The Munsters(1964 – 1966) - Колониал Стрийт – 1950 до 1980      |
| Епълуайт                | 4351 Уистерия Лейн | Къщата на Мънстър (Къщата на Максим)                                    | Бети Матю Калеб                                                                  |                                                                                                  | - Така отива любовта ми (1946) - Еджно желание (1955) домът на Рок Хъдсън - The Munsters(1964 – 1966) - Колониал Стрийт – 1950 до 1980      |
|                         | 4351 Уистерия Лейн | Къщата на Мънстър (Къщата на Максим)                                    |                                                                                  |                                                                                                  | - Така отива любовта ми (1946) - Еджно желание (1955) домът на Рок Хъдсън - The Munsters(1964 – 1966) - Колониал Стрийт – 1950 до 1980      |
| Хънтър/Макдермот        | 4351 Уистерия Лейн | Къщата на Мънстър (Къщата на Максим)                                    | Боб Хънтър Лий Макдермот Джени Хънтър-Макдеморт                                  |                                                                                                  | - Така отива любовта ми (1946) - Еджно желание (1955) домът на Рок Хъдсън - The Munsters(1964 – 1966) - Колониал Стрийт – 1950 до 1980      |
|                         | 4352 Уистерия Лейн |                                                                         | Янг                                                                              | Мери Алис Янг Пол Янг Зак Янг                                                                    | - Остави го на бобъра (1997) - Къщата на Морисън – Ривър Лейди (1948) - Съединените щати на Тара (2010)                                     |
|                         | 4352 Уистерия Лейн |                                                                         |                                                                                  |                                                                                                  | - Остави го на бобъра (1997) - Къщата на Морисън – Ривър Лейди (1948) - Съединените щати на Тара (2010)                                     |
|                         | 4352 Уистерия Лейн |                                                                         |                                                                                  |                                                                                                  | - Остави го на бобъра (1997) - Къщата на Морисън – Ривър Лейди (1948) - Съединените щати на Тара (2010)                                     |
| Делфино/Уилиямс         | 4352 Уистерия Лейн | Майк Делфино Дейв Уилиямс                                               |                                                                                  |                                                                                                  | - Остави го на бобъра (1997) - Къщата на Морисън – Ривър Лейди (1948) - Съединените щати на Тара (2010)                                     |
| Болен                   | 4352 Уистерия Лейн | Аджи Болен Ник Болен Дани Болен                                         |                                                                                  |                                                                                                  | - Остави го на бобъра (1997) - Къщата на Морисън – Ривър Лейди (1948) - Съединените щати на Тара (2010)                                     |
|                         | 4353 Уистерия Лейн | Хамбарът на Рон Къщата на Джонсън                                       | Майър/Делфино                                                                    | Сюзън Майър Джули Майър Майк Делфино ЕмДжей Делфино                                              | - „Хамбарът на Рон – Рок Хъдсън като Рон Кирби – 1955“ – Всичко, което позволява Раят - Колониал стрийт – 1950 до 1980 - Новата Ласи (1989) |
| Анг                     | 4353 Уистерия Лейн | Хамбарът на Рон Къщата на Джонсън                                       | Пол Янг Бет Янг                                                                  |                                                                                                  | - „Хамбарът на Рон – Рок Хъдсън като Рон Кирби – 1955“ – Всичко, което позволява Раят - Колониал стрийт – 1950 до 1980 - Новата Ласи (1989) |
|                         | 4354 Уистерия Лейн | Къщата на Клопек                                                        | Ван де Камп/Ходж                                                                 | Бри ван де Камп Рекс ван де Камп Андрю ван де Камп Даниел ван де Камп Орсън Ходж                 | - Домът на доктор Клопек – The Burbs (1989) - Провидение                                                                                    |
|                         | 4355 Уистерия Лейн | Къщата на Дана                                                          | Скаво                                                                            | Линет Скаво Том Скаво Престън и Портър Скаво Паркър Скаво Пени Скаво Пейдж Скаво Кейла Хънтингън | - Добро момиче! (1941) – Семейство Дана - Време за лягане (1951) - Всичко, което желая (1953)                                               |
|                         | 4356 Уистерия Лейн | Къщата на Уолтър – „The Burbs“                                          | Делфино/Солис                                                                    | Майк Делфино Карлос Солис                                                                        | - Лятото на 1988 |
| Мейфеър/Делфино/Галагер | 4356 Уистерия Лейн | Къщата на Уолтър – „The Burbs“                                          | Лилиам Симс Катрин Мейфеър Адам Мейфеър Дилън Мейфеър Майк Делфино Робин Галагер |                                                                                                  | - Лятото на 1988 |
| Греъм                   | 4356 Уистерия Лейн | Къщата на Уолтър – „The Burbs“                                          | Ема Греъм със съпруга си и дъщеря им                                             |                                                                                                  | - Лятото на 1988 |
| Тилман                  | 4356 Уистерия Лейн | Къщата на Уолтър – „The Burbs“                                          | Фелиша Тилман                                                                    |                                                                                                  | - Лятото на 1988 |
| Фолкнър                 | 4356 Уистерия Лейн | Къщата на Уолтър – „The Burbs“                                          | Бен Фолкнър                                                                      |                                                                                                  | - Лятото на 1988 |
|                         | 4358 Уистерия Лейн | Без име Замества къщата на Маклъски след торнадото Колибата на чичо Том | Маклъски                                                                         | Карън Маклуски Рой Бендър                                                                        | |
|                         | 4362 Уистерия Лейн | Без Име                                                                 | Бри/Уилиямс                                                                      | Иди Бри Карл Майър Карлос Солис Дейв Уилиямс Стефани Ланс                                        | - Построена за втори сезон |
| Пери                    | 4362 Уистерия Лейн | Без Име                                                                 | Рене Пери                                                                        |                                                                                                  | - Построена за втори сезон |